# 周朝官制
西周是在夏、商的基础上建立起来的一个非常强大的国家。它的强大不仅仅由于它广袤的国土、更是由于它丰富的文化，这其中就包含着政治思想的传承，西周时代的政治思想以及官职制度对后世都产生了深远的影响。
西周严格的施行宗法制度和嫡长子继承制，建立了周天子－诸侯－卿大夫－士－庶人的统治序列。就官制而言，大体上有卿士－诸侯－卿大夫三等。卿士辅佐周天子执政，诸侯世守其国，卿大夫辅佐诸侯治理国家、并且从诸侯手里领受世袭采邑。

## 天朝政制

### 三公和太宰
西周的最高官职是太师、太傅、太保（是为三公），其下分设六卿、五官等。由于三公之类的官职是授予位高爵尊的诸侯的，而诸侯们在出任周朝大臣的时候也要治理自己的国家，所以三公在日常政治生活中发挥的作用是有限的。通常执掌中央权力的是太宰，太宰本来是王室的家庭事务总管，因亲近统治者，所以从夏商以来太宰的地位一直处于上升的趋势中，在西周可以说达到了顶点。
在非常时期，诸侯出任的三公就因为其本人所掌握的强大武力而发挥着实际的执政权力，周成王初立之时，以“召公为保，周公为师”，周公旦“践阼代成王摄行政当国”，直到七年後，成王成年，摄政的周公才还政于成王。此间，周公、召公数次以成王的名义在诸国征兵，曾發動周公東征，平定管叔、蔡叔等聯合殷商武庚頑軍的管蔡之亂，重新征服乘武王去世而叛乱的东方五国，权力实际上超越了当时的周成王。《史记·周本纪》说“自陕以西，召公主之，自陕以东，周公主之”，由此可见三公的权力。成王年幼时，周公还兼任了太宰，总领王家事务，这也是后来太宰权力上升的一个重要原因。
春秋时期，周朝的执政者称正卿、冢宰，其下间有一二副职，称介卿。平王东迁之后，一直以郑国的国君（伯爵）为正卿。后来周王夺取政权，并由此和郑国开战，之后的中央设两名卿士，以右卿士为首。春秋中后期，王室日渐衰落，中央执政者是所谓的伯（霸）。这里的伯不是伯爵的意思，而是受天子授权管理诸侯的特别职务，即称霸。出任伯的，都是诸侯中武力强大、道德高尚而为诸侯所敬畏者。历史上总共出现了齐桓公、晋文公、宋襄公、秦穆公、楚庄王五位，称春秋五霸。这些受命称伯的诸侯对外以周天子的名义统帅诸侯、对内以“伯父”、“伯舅”的名义代天子理政。周朝固有的卿士等已经失去了政治上的主动。
战国时代，王室衰微，在諸侯的眼中，已经失去了中央政府的地位，成为一个很小的地方政权。

### 六卿/五官/宫内官
六卿、五官分掌国家事务，在他们之下是大都、小伯、艺人、表臣百司、太史、尹伯、庶常吉士等较为低级的官员。大都，管理诸侯以及周天子宗亲们的采邑；小伯，管理卿、大夫的采邑；艺人，泛指有专门技术的如卜、祝、巫师、工师等官员；表臣百司，泛指在六卿、五官府上执行具体事务的低级官吏；太史，撰写国史、记录周天子和百官举止，草撰周天子的册命；尹伯，位次五官的总执行官；庶常吉士，位次大夫，是最低级的世袭官员。
周天子除了朝臣之外，还保留了很多专门管理王室内务的官员，如虎贲、缀衣、趣马、小尹、左右攜仆、百司、庶府等。虎贲，周王的禁军；缀衣，管理王室的衣服装饰，与后世的尚衣相仿；趣马，管理王室车马；小尹，总管一类事务的王室总管；攜仆，管理王室日常使用的各类器物；百司，执行各类勤杂事务的小官吏；庶府，管理王室财物。

### 《周礼》典制
《周礼》所述的周朝体制十分精密、宏大，因此受到后人的质疑，认为是后人托古所作。按照《周礼》的记载，周朝的中央政权的组织是以冢宰为首的天地四时六官制度。

#### 天官冢宰
“帅其属而掌邦治，以佐王均邦国”，冢宰的属官称为“治官”。包括太宰卿一（太宰为官名，卿为爵位，以下同，只有一个名称的为爵位）、小宰中大夫二、宰夫下大夫四、上士八、中士十六、旅下士三十二。。太宰的职责是“掌建邦之六典”，以佐王治邦国。其六典是：一曰治典，以经邦国，以治官府，以纪万民；二曰教典，以安邦国，以教官府，以抚万民；三曰礼典，以和邦国，以统百官，以谐万民；四曰政典，以平邦国，以正百官，以均万民；五曰刑典，以诰邦国，以刑百官，以纠万民；六曰事典，以富邦国，以任百官，以生万民。可见冢宰实际上相当于首相的地位。

#### 地官司徒
“帅其属而掌邦教，以佐王安抚邦国”，司徒的属官称为“教官”。包括大司徒卿一、小司徒中大夫二、乡师下大夫四、上士八、中士十六、旅下士三十二。大司徒管理版籍、人民田土之事。小司徒管理京城以及四郊人民、田地、赋税事务。

#### 春官宗伯
“帅其属而掌邦礼，以佐王和邦国”，宗伯的属官称为“礼官”。包括大宗伯卿一、小宗伯中大夫二、肆师下大夫四、上士八、中士十六、旅下士三十二。大宗伯管理天子、诸侯的堞谱、继承、祭祀事务。小宗伯管理太庙神主事务。

#### 夏官司马
“帅其属而掌邦政，以佐王平邦国”，司马的属官称为“政官”。包括大司马卿一、小司马中大夫二、军司马下大夫四、舆司马上士八、行司马中士十六、旅下士三十二。司马官就是统帅周天子的军队。

#### 秋官司寇
“帅其属而掌邦禁”，司寇的属官称为“刑官”。包括大司寇卿一、小司寇中大夫二、士师下大夫四、乡士上士八、中士十六、旅下士三十二。司寇官的职务就是管理刑狱事务。

#### 冬官司空
《周礼》司空篇已佚。

## 地方诸侯政制
周行分封制，王京周围大约千里范围之内的属于周天子直辖，其他地区分封给周天子的亲族、功臣、臣服的前朝诸侯、以及蛮荒地区的地方首领。主要的诸侯都是周天子的亲族，同姓的称“伯父”、“叔父”；异姓的称“伯舅”，“叔舅”。诸侯在自己的封国内行使统治权，并分封自己的亲族、家臣为卿大夫。卿大夫拥有世袭采邑。协助卿大夫管理诸侯国事务以及采邑事务的官吏是士，士的身份是世袭的，但是没有采邑。周天子与卿士、国君与卿大夫的关系都非常类似，古称“天子建国，诸侯立家，卿置侧室，大夫有贰宗，士有隶子弟”。就是说周天子以嫡长子继承，天子的子弟就被封为诸侯；诸侯以嫡长子继位，诸侯的子弟就被封为大夫；大夫以嫡长子继位，其他大子弟就获得士的身份。由此，自天子直至诸侯、卿、大夫、士，都是各自大小不等的宗族的族长，官职等级和宗法制度严格的结合，构成周朝政制的最主要特点。
诸侯列国的重要职官有司徒、司马、司空，司寇。司徒治民，掌户籍；司马治军；司空管理土地、建筑、田赋；司寇掌管刑狱诉讼。
中原诸侯国的地方政权组织基本为国野制。国为国都（诸侯国的京城以及较大的城市），野泛指农村和普通城镇。据《国语·齐语》载，齐国在国中以五家为轨，设轨长，十轨为里，设里有司，四里为连，设连长，十连为乡，设乡良人，爵为大夫；在野以三十家为邑，设邑有司，十邑为卒，设卒帅，十卒为乡，设乡帅，三乡为县，设县帅，十县为属，设属大夫和属正长各一人。
春秋中后期，诸侯国普遍设立县，由国君派大夫治理，称县大夫。县大夫下设有县师、司马、司寇等官。县本来设置在一国的边境，其目的是为了加强防守。至春秋中晚期，内地也设县，如晋国就曾在旧都绛（今山西翼城县）设县，称为绛县。由于县的大量设置，就逐渐取代了国野制，县郡官吏也就成为地方政权的主要官吏。当时的晋国设郡作为县以下的一级政权，与后世的郡县制不同。
卿大夫的封地称为家、或邑。强大的卿大夫拥有的封地甚至有六、七县之多。代表封君管理封地事务的称为邑宰。邑宰由封君任免，由封君支付俸禄，只是卿大夫的家臣，最為著名的封君以魯國的三桓、晉國的六卿和鄭國的七穆這些卿大夫為最。不过由于卿大夫世执国政，所以这些家臣也就实际上掌管者政府事务，甚至有些家臣挟持封君，不但把持卿大夫的家政，而且把持者国家的政务，例如鲁国卿大夫季孫氏的家臣阳虎。

## 战国时代
战国时期，由于连年的兼并战争，周朝的数百个诸侯国已经被合并成为魏、赵、韩、齐、楚、秦、燕七个强国，以及宋、卫等几个小国。这些国家的疆域远远超过之前的诸侯国，甚至连周朝鼎盛时期的周朝直辖地区也不能与之相比。在这个时期，出现了强大的常备军、以及为维持这支常备军而建立的新型的政府体制。官职开始文武分流，世卿世禄制度被废除，俸禄取代了封地。君权等到极大的扩张，国君的亲族开始逐渐退出政治的中心。

### 诸国中央政制
相，直到春秋时期还只是承办礼仪事务的小官，在战国时期已经成为仅次于国君的百官之长，列国普遍设置。秦国称相邦，齐国设左、右相，赵国称丞相，后各国均称丞相。
战国之前，文武不分，所谓出将入相。但是这种制度是以家族政治和家族军队为基础的，随着战国时大量常备军的设立以及连年的战争，专门的武将开始现。燕、赵、魏、齐等国设立将军职位，统帅常备军，位次丞相。秦国则只有在发兵出征的时候才临时任命将军，平时以大良造为最高武职，以国尉次之。
虽然官职的世袭制度被废除，但是爵位得到保留。齐、燕、赵、魏等国的爵位分卿、大夫两等，卿分上卿、亚卿，大夫分为长大夫〈上大夫〉、中大夫、下大夫。这些爵位其实就是之前的官职名称，反映了之前周朝官爵不分的情况。秦国的爵位制度非常发达而特别，除少数爵位外，大部分爵位也是官职。秦国的爵位共设二十级：第一级公士，第二级上造，第三级簪袅，第四级不更，是相当于士的，第五级大夫，第六级官大夫，第七级公大夫，第八级公乘，第九级五大夫，第十级左庶长，第十一级右庶长，第十二级左更，第十三级中更，第十四级右更，第十五级少上造，第十六级大良造，第十七级驷车庶长，第十八级大庶长（卿），第十九级关内侯，第二十级彻侯，其中第十六级以下官爵合一。各國中的封“君”是一種尊號，並非是嚴格的爵位等級。

### 诸国地方政制
战国时期，郡县制得到普遍的施行。县，本来作为特别行政区设立于边地，于卿大夫的封邑不同，县直属于国君。郡是春秋末年才出现的，始见于晋国，郡当时设在新占领的边地，当时的郡隶属于县。《左传·哀公二年》云：“上大夫受县，下大夫受郡”。郡的长官也因为郡为边地之因而初为武人专任，称守、郡守、太守，郡守之下设立统领一郡军队的高级军官－都尉，以及国君派遣监督郡守的监御史。随着被征服的地方逐渐稳定，人口日渐繁盛，郡之下又分设县，形成后来的郡县二级制。战国时期，仅齐国不设郡，全部分为五都，都设大夫，统领一都军政，其实与他国的郡没有区别。

#### 县
在县一级地方，主要的官职为令（秦国称大啬夫）、丞（秦国称啬夫）、尉、司马、司空。县令是一县之长，按照中国古代行政、司法合一的原则，县令也是县的最高法官。县丞位次县令，辅佐县令处理政务。县尉管理刑狱事务，负责地方治安与案件的侦缉。和中央政府的司马主管军政不同，县的司马专门管理养马事务。与中央政府的司空一样，县的司空也是主管公共建筑的官员，由于战国时代的公共建筑一般由受到刑罚的犯人从事作业，所以县司空也有管理监狱刑犯的职能。令、丞、尉、司马、司空均各自拥有属吏，称令史、史、尉史等。此外，韩国、魏国的县设御史，这里的县御史只是书记官，没有监察职能。韩国的县设有司寇，行使县尉的职务。秦国在蛮夷之地的县级政权称道。专门管理王室私用领地以及王宫所在的县级政权称都，都不隶属与郡，直接隶属于内史。

#### 乡、亭
县以下，设乡、里等，乡有啬夫，里有三老。这些不是官吏，是地方族属中地位较高者，可以代表县官处理轻微的纠纷，帮助征收税赋和安排劳役等。设于边地、要地、以及交通线附近的乡一级地方称亭，设亭长，为低级小吏，负责监视动静、捕捉逃犯、解送服役者等。

#### 关、市
战国时期，各国在地方普遍设置一些专门职务，如陆地诸关口设关吏、重要水道设置津吏、在较大的集镇和市场设置市掾、专门管理水利事务的河丞等。

## 楚国的特殊政制
楚国的国君被周朝封为子爵（后自称王），说明在周朝的诸侯体制中属于比较低级的。通常子国与男国都是一些地域很小的国家，但是楚国的幅员却很辽阔。全盛时期，楚国的辖地涵盖了现在的湖北、湖南、江西全部、四川、安徽、江苏、浙江一部，在战国时期是地域最广大的国家。
楚国地处南方，它的文化背景与以北方文化为中心的中原文化不同，而且楚国既不是周朝的亲族诸侯，也不是周朝分封功臣所建立的国家，更不是被征服的国家，楚国的建立是周朝对边远部族的一种承认而已。楚国自身也认为自己应当与中原文化有所区别，所以，在政治制度上楚国与周朝以及同时存在的其他诸侯国有明显的区别。

### 爵位
与周朝以及其他诸侯国相比，楚国的政治文化是比较落后的。就爵位而言，楚国直到战国初期才正式有了爵位的概念。楚国無中原各国的卿、大夫的爵称（穀梁传·僖公四年：楚无大夫），爵位也不能世袭，只有军功才可以得爵。
楚国曾设的爵位有敖、執圭、執帛等。

### 国家政制
早期的楚国设置莫敖一职，作为仅次于国君的执政官并统帅军队。楚武王时，另置大司马、左右司马等官，莫敖的权力与地位逐渐低落。楚武王五十一年，设置令尹，入则领政、出则统军。自此一直到楚国被秦国所灭，令尹一直是楚国的最高官职，兼有中原诸侯国相、将的权力。令尹一般都由楚王的亲族出任，非王族担任令尹的，可以考证的只有楚文王时的彭仲爽（申国平民），以及楚悼王时的吴起（魏国将军）两人而已。
位次令尹的，为左、右尹，再次为司马。左、右尹地位虽高，但在历史上未见有作为的，可能只是授予王族的荣誉职位。司马的权力范围很大，平时主管征收军赋、武器保管、士卒训练等，兼管军事建筑事务，战时则作为令尹的助手领兵出征（令尹不出则司马为统帅）。
诗人屈原所担任的左徒一职也是非常高级的职务，与中原列国的司徒相当，主管人民田土、赋税、监督地方官行政，还兼有迎送其他诸侯国使节的职务，相当于现在的内政部长兼外交部长。
楚国的刑狱由司败掌管，与中原列国的司寇职务相同。楚国的邻国陈、唐等国主管刑狱的官员也称司败，可能是受楚国的影响。
楚国的太师是专门辅导王子的官职，与周朝的太师相差甚远。
诗人屈原任左徒之前出任三闾大夫。这是楚国特有的官职，主管昭、景、屈三个王族事务，与后世的宗令、宗正职务类似。
楚国时已经使用阉人充任后宫的仆役，负责管理这些阉人与后宫庶务的为司宫，也是阉人。

### 地方政制
楚国早期的地方政权为县，是各诸侯国中设县较早的国家。楚国的县官称县公，后改称县尹、县大夫。县有自己的军队，由县司马统领，战时并入国家军队。县官、县司马都由国君亲自任免。
战国中期，楚国也出现了郡的建制，多设置于边地，在县之上，由国君派遣武将镇守。楚国的郡守并不直接管理民政事务。